# Mislinjska Dobrava
Mislinjska Dobrava (pronuncia  [miˈsliːnska ˈdoːbɾaʋa]) è un insediamento (naselje) di 679 abitanti, della municipalità di Slovenj Gradec nella regione statistica della Carinzia in Slovenia.
L'area faceva tradizionalmente parte della regione storica della Stiria, ora invece è inglobata nella regione della Carinzia.

## Origini del nome
Il nome dell paese è cambiato da Dobrava a Mislinjska Dobrava nel 1955.

## Infrastrutture e trasporti
Nel paese si trova l'Aeroporto di Slovenj Gradec.